# Ведерники (Московская область)
Ведерники — деревня в Рузском районе Московской области, входит в состав сельского поселения Ивановское. Население 15 человек на 2006 год. До 2006 года Ведерники входили в состав Ивановского сельского округа.
Деревня расположена на северо-западе района, у границы с Волоколамским районом, примерно в 16 километрах к северо-западу от Рузы, на берегах впадающей в Рузское водохранилище речки Четверешня, высота центра над уровнем моря 211 м. Ближайшие населённые пункты — Потапово в 1,5 км западнее и Овсяники — в 1,5 км на юго-восток.